# 류인학
류인학(柳寅鶴, 1939년 12월 3일~)은 대한민국의 정치인이다. 제13·14대 국회의원을 지냈다.

## 학력
- 광주고등학교졸업
- 전남대학교법과대학졸업
- 동대학원졸업
- 미조리대정치학박사과정수료

## 경력
- 4.19혁명시전남대학생대표ㆍ총학생회장
- 광주신보논설위원
- 사법ㆍ행정고시위원11회합격
- 평민당정책위부의장
- 예산결산위원
- 재무위간사
- 대한민국헌정회 이사
- 대한민국헌정회 정책연구위원회 의장
- 대한민국헌정회 부회장

## 역대 선거 결과
|  | 68.59% |

|  | 65.85% |

|  | 22.85% |